# Coano
Coano.- Jedna od ogranaka Cora Indijanaca, skupina Coran, porodica Juto-Asteci. Nekada su bili naseljeni duž rijeke Río Santiago, u Nayaritu, Meksiko. Srodni su im Huaynamota i Zayahueco. 